# Pain Killer
Pain Killer è il sesto album in studio del gruppo di musica country statunitense Little Big Town, pubblicato nel 2014 dalla Capitol Nashville.

## Tracce
1. Quit Breaking Up with Me – 3:24
2. Day Drinking – 2:58
3. Tumble and Fall – 4:41
4. Pain Killer – 3:11
5. Girl Crush – 3:13
6. Faster Gun – 4:10
7. Good People – 3:41
8. Stay All Night – 2:45
9. Save Your Sin – 2:46
10. Live Forever – 4:14
11. Things You Don't Think About – 3:36
12. Turn the Lights On – 4:08
13. Silver and Gold – 3:33

## Formazione
- Karen Fairchild
- Kimberly Roads Schlapman
- Phillip Sweet
- Jimi Westbrook